# Асамблея європейських регіонів
Асамбле́я європе́йських регіо́нів (АЄР) — об'єднання близько 300 регіонів з усієї Європи, включаючи країни СНД, яке тісно співпрацює з Радою Європи та інституціями Європейського союзу, і підтримує постійні зв'язки з іншими міжрегіональними асоціаціями. Організована у 1985 році під назвою Ради Регіонів Європи. У Статуті АЄР головна її мета визначається як «політичний голос регіонів Європи». Складовою її діяльності є програми міжрегіонального співробітництва. Серед завдань АЄР також сприяння регіоналізації в Європі та підтримка принципів субсидіарності та комплементаризму між місцевим, регіональним і національним рівнями, а також наднаціональним (загальноєвропейським).